# Homogenes rubrogaster
Homogenes rubrogaster is een keversoort uit de familie van de boktorren (Cerambycidae). De wetenschappelijke naam van de soort werd voor het eerst geldig gepubliceerd in 1997 door Napp & Santos.